# Cesare Bettarini
Cesare Bettarini (Calenzano, 17 ottobre 1901 – Firenze, luglio 1980) è stato un attore italiano.

## Biografia
Sin dal 1920 apparve come attore teatrale nelle più importanti città italiane, dapprima scritturato da Emma Gramatica e successivamente con altre formazioni artistiche di rilievo. Nel cinema esordì già trentenne nel film Come le foglie (1934) di Mario Camerini, nella parte del figlio viziato e inetto Tommy.
Nel 1933 interpretò Filostrato nella prima rappresentazione nel Vivaio di Nettuno del Giardino di Boboli di Sogno di una notte di mezza estate di William Shakespeare, per la regia di Max Reinhardt con Carlo Lombardi, Cele Abba, Giovanni Cimara, Nerio Bernardi, Rina Morelli, Sarah Ferrati, Armando Migliari, Ruggero Lupi, Luigi Almirante, Giuseppe Pierozzi, Memo Benassi, Evi Maltagliati ed Eva Magni e l'angelo annunziatore nella première nel Chiostro Grande della Basilica di Santa Croce di Firenze di "La rappresentazione di Santa Uliva" di Ildebrando Pizzetti, diretto dal compositore per la regia di Jacques Copeau con la Morelli, Benassi, Andreina Pagnani, Lupi, Lombardi, la Ferrati, Bernardi, Migliari e Cimara.
Nel 1936 in La damigella di Bard di Mario Mattoli interpretò il nipote della Gramatica. Pur continuando ad apparire sullo schermo, continuò a recitare anche in teatro con Antonio Gandusio e Kiki Palmer nel 1938 nel repertorio leggero e brillante di commedie come L'antenato di Veneziani e Noce di cocco di Achard. Nel 1939, sempre sul palcoscenico, fu il partner di Elsa Merlini ne L'ultimo ballo di Herczeg. Tra le pellicole cinematografiche in cui apparve fino alla fine degli anni cinquanta, si ricordano Fra Diavolo (1942) di Luigi Zampa e Un giorno in pretura (1953) di Steno.
Per il Teatro Verdi di Trieste nel 1955 fu Blackson in Madama di Tebe di Carlo Lombardo con Maria Donati ed Elvio Calderoni, diretto da Cesare Gallino, ed Il Principe Maurizio Dragomiro Populescu in Gräfin Mariza (La Contessa Mariza) di Emmerich Kálmán nel Castello di San Giusto, nel 1963 Ménélas ne La Belle Hélène con Mario Basiola e Paolo Montarsolo, e il colonnello Pickering nella commedia musicale My Fair Lady con Delia Scala, Gianrico Tedeschi e Mario Carotenuto.
Ha partecipato anche ad alcune commedie scritte negli anni '40 e portate in teatro da Peppino de Filippo sul finire degli anni '50, con l'avvento della televisione.
Come per esempio in I casi sono due dove interpreta il personaggio principale del Barone Ottavio del Duca e in Non è vero... ma ci credo, commedia teatrale registrata per la TV nel 1959. 
Fu attivo anche nel campo radiofonico e del doppiaggio, anche se in maniera marginale.

## Filmografia parziale
- La marcia nuziale, regia di Mario Bonnard (1934)
- Come le foglie, regia di Mario Camerini (1934)
- Casta Diva, regia di Carmine Gallone (1935)
- La luce del mondo, regia di Gennaro Righelli (1935)
- Pierpin, regia di Duilio Coletti (1935)
- La damigella di Bard, regia di Mario Mattoli (1936)
- Fra Diavolo, regia di Luigi Zampa (1942)
- Quel fantasma di mio marito, regia di Camillo Mastrocinque (1950)
- Ti ho sempre amato!, regia di Mario Costa (1953)
- Un giorno in pretura, regia di Steno (1953)
- Ruy Blas, di Victor Hugo, regia di Sandro Bolchi, film TV, trasmesso il 4 dicembre 1959
- Il conte di Montecristo, regia di Edmo Fenoglio (1966), quarto episodio

## Il teatro musicale
- Madama di Tebe di Carlo Lombardo, Teatro Verdi di Trieste, 1955.
- Un paio d'ali di Garinei e Giovannini, regia degli autori, prima al Teatro Sistina di Roma nel dicembre 1957.
- My Fair Lady, di Lerner e Loewe (Teatro Nuovo, Milano, 9 novembre 1963)

## Prosa radiofonica RAI
- Il coraggio, di Augusto Novelli, regia di Amerigo Gomez, trasmessa il 25 luglio 1953
- Il diavolo a Pietraviva, radiocommedia di Midi Mannocci, regia di Umberto Benedetto, trasmessa il 1 dicembre 1954.
- Estuario, radiodramma in tre tempi di Arnaldo Boscolo, regia di Pietro Masserano Taricco, trasmessa il 22 ottobre 1959.